# Успенка (Ижморский район)
Успенка — упразднённая деревня в Ижморском районе Кемеровской области. На момент упразднения входила в состав Постниковского сельского поселения. Исключена из учётных данных в 2001 году.

## География
Располагалась на реке Почитанка в месте впадения в неё реки Крутая, на расстоянии примерно 6 км по прямой к юго-западу от села Почитанка.

## История
Основана в 1888 г. По данным на 1926 году состояла из 133 хозяйств. В административном отношении являлось центром Успенского сельсовета Ижморского района Томского округа Сибирского края.

## Население
| 1970 | 1979 | 1989 |
| ---- | ---- | ---- |
| 172  | ↘5   | ↘2   |

По переписи 1926 г. в деревне проживало 802 человек (395 мужчин и 407 женщин), основное население — русские.